# Canuto di Northumbria

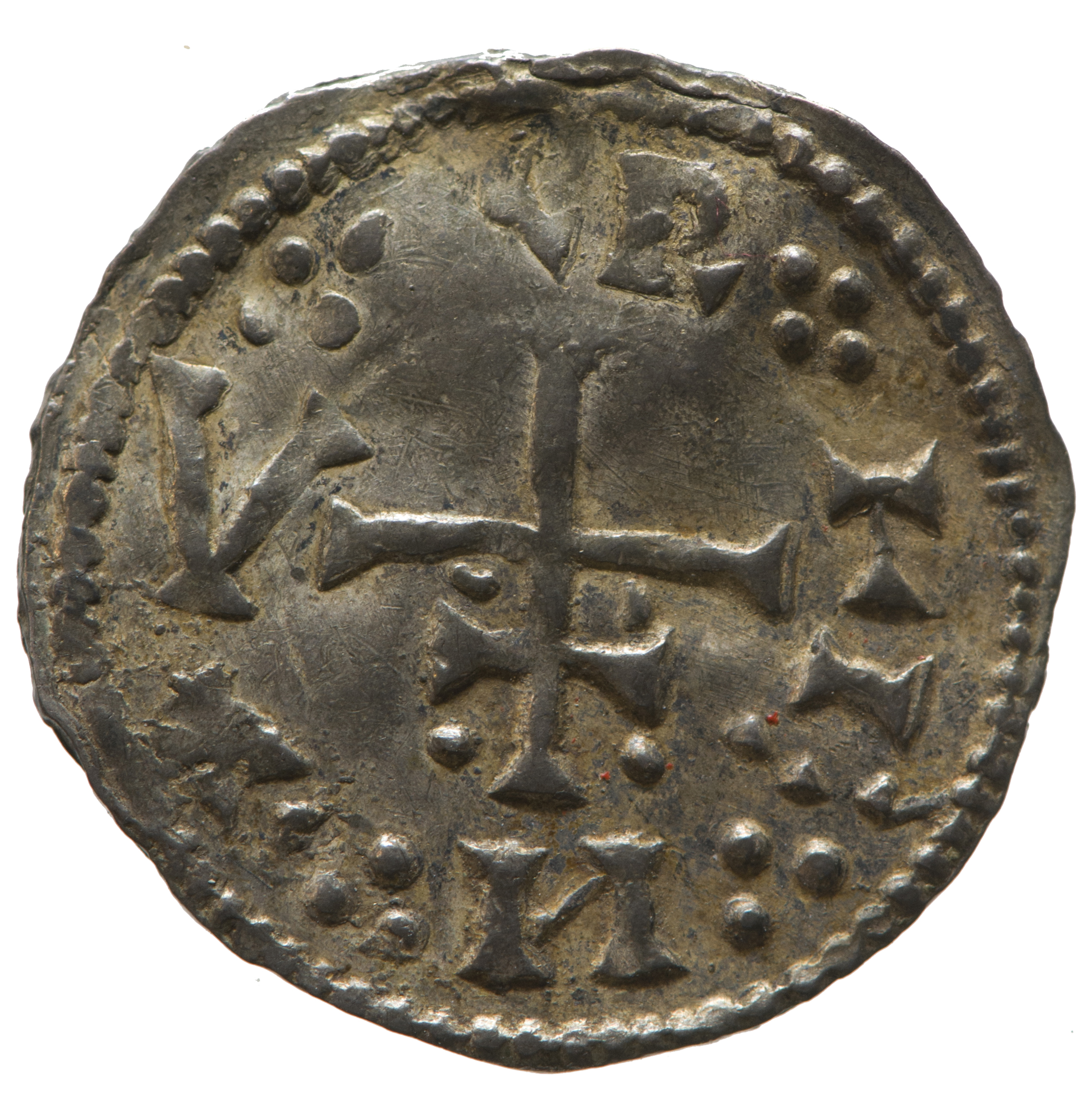
penny d'argento di Cnut

Canuto di Northumbria (in norreno: Knútr; ... – 905 circa) è stato un re vichingo che, in base a un'iscrizione su alcune monete, avrebbe regnato sulla Northumbria, presumibilmente tra il 900 e il 905. Fu il successore di Siefredus di Northumbria.

## Riconoscimento
Nel 1840 venne scoperto il tesoro di Cuerdal, in Lancashire, composto da oltre 8000 pezzi. Circa 3000 monete d'argento portavano l'iscrizione latina "CNVT REX", attestando l'esistenza di un re di Northumbria vichingo prima altrimenti ignoto. Un certo numero di differenti iscrizioni nel retro di queste monete riporta "ELFRED REX" (re Alfred), indicano che Cnut era contemporaneo di Alfredo il Grande. Anche il nome di un altro re prima altrimenti ignoto, Siefredus, figura tra le monete ritrovate a Cuerdale. La loro sequenza suggerisce che Cnut regnò dopo Siefredus, all'incirca tra il 900 fino al 905. Il nome dei due re compare anche insieme in alcune monete, suggerendo che ci fu un periodo di co-reggenza.

## Identità
È difficile stabilire l'identità di Cnut o i suoi dettagli bibliografici in quanto non è menzionato da fonti coeve. Lo studioso Alfred Smyth ha ipotizzato che possa essere identificabile con un Cnut menzionato in alcune saghe norrene del XIII e del XIV secolo. In esse Cnut era un re dani attivo in Northumbria. Non si esclude che Cnut possa essere un altro nome di Guthred, che regnò in Northumbria tra il 883 e il 895, del quale non sono mai state rinvenute monete. Un'altra ipotesi, avanzata dagli studiosi Cannon e Hargreaves, è che Cnut sia da identificarsi con Siefredus.

## Altri regnanti
Nel 900 l'anglo-sassone Aethelwald, in lotta per la successione con il cugino Edoardo il Vecchio, si fece proclamare re della Northumbria, ma che, nel 901 o 902, abbandonò diretto a Essex, dove anche lì fu riconosciuto come re.
Negli anni seguenti il destino della Northumbria è fondamentalmente incerto. La Cronaca anglosassone riporta che i danesi vinsero una battaglia a Holme contro le forze congiunte del Wessex e Mercia il 13 dicembre 902 e "mantennero il territorio dei carnefici", ma con diverse perdite. 
Almeno parte del territorio fu sotto controllo dei fratelli Hálfdan ed Eowils, entrambi menzionati dalla  Cronaca anglosassone, mentre il Chronicon di Etelverdo cita un terzo fratello, Ingwær; tutti tre morirono nella Battaglia di Tettenhall nel 910. Dopo tale data la Northumbria passò sotto il dominio di Eadulf I, ma c'è chi ha ipotizzato che quest'ultimo già regnasse sulla Northumbria settentrionale (Benjamin Hudson), o solo al di sopra del fiume Tyne (David Rollason), o su tutta la Northumbria, fin dall'890. La storiografia tradizionale invece vede Eadulf I come regnante della parte settentrionale, dei territori corrispondenti al precedente Regno di Bernicia, solo dal 910 al 913.